# Stiasjön
Stiasjön är en sjö i Ronneby kommun i Blekinge och ingår i Vierydsåns huvudavrinningsområde. Sjön är 6,5 meter djup, har en yta på 0,036 kvadratkilometer och befinner sig 39,6 meter över havet.